# Незалежний дух
39°49′41″ пн. ш. 98°34′46″ зх. д. / 39.828175° пн. ш. 98.5795° зх. д.
«Незалежний дух» (англ. Independent Spirit) — американська кінопремія, орієнтована насамперед на американське незалежне кіно. Існує з 1984 і спочатку мала назву Друзі незалежних (режисерів) (Friends of Independents — FINDIE Awards). Нинішню назву носить з 1986 року. З 2006 призом кінопремії є металева статуетка у вигляді птаха, що сидить на стовпі.
Премія «Незалежний дух» вручається некомерційною організацією Film Independent.
Церемонія нагородження відбувається в Санта-Моніці, штат Каліфорнія напередодні вручення «Оскарів» (до 1999 — в останню суботу перед врученням «Оскарів»). У такий спосіб «Незалежний дух» начебто протиставляється нагороді кіноакадемії.

## Список номінацій
- Найкраща чоловіча роль
- Найкраща чоловіча роль другого плану
- Найкраща жіноча роль
- Найкраща жіноча роль другого плану
- Найкраща операторська робота
- Найкращий документальний фільм
- Найкраща режисура
- Найкращий фільм
- Найкращий дебютний фільм
- Найкращий дебютний сценарій
- Найкращий фільм іноземною мовою
- Приз Джона Кассаветеса